# Dmitrii Safronov
Dmitrii Dmitrievich Safronov (em russo: Дмитрий Дмитриевич Сафронов; 12 de outubro de 1995) é um atleta paralímpico russo especializado nas provas 100 m e 200 m.

## Carreira
Safronov é quatro vezes campeão mundial, tendo conquistado o ouro nas provas de 100m e 200m T35 em 2013 e 2015. Em 2019, ele conquistou uma prata e um bronze nos 200m e 100m, respectivamente.
Safronov representou os atletas do Comitê Paraolímpico Russo nas Paraolimpíadas de Verão de 2020 e ganhou medalhas de ouro nas provas de 100 metros e 200 metros T35.